# ユールラッズ
ユールラッズはアイスランドのクリスマスに登場する13人のサンタクロースにあたる妖精である。ユールラッズ（英語:Yule lads）またはユールメン（英語:Yulemen）、アイスランド語ではjólasveinarnir または jólasveinarと呼ばれる。クリスマスの13日前から毎晩一人ずつ、人里にやってきて子供達を訪れる。12月24日に全員揃い、12月25日から一人ずつ山へと帰って行く。

## 概要
ユールラッズはキリスト教のサンタクロースの物語と、アイスランドのヴァイキング時代の物語が混ざり合って作り出されたと考えられている。
1932年にアイスランドの詩人Jóhannes úr Kötlumによって"Jólasveinarnir"という詩が"Jólin Koma" というクリスマスに関する詩集の一部として出版された。この詩は13人のユールラッズについての物語をもう一度アイスランド国内に広め、現在のユールラッズの物語の元になっている。
この13人のユールラッズは伝統的に、山姥のGrýla（グリーラ）の息子達であると言われている。また猫とともに描かれる事も多く、この猫はクリスマスに新しい服を着ない子供達を食べると信じられている。

## 13人のユールラッズの特徴
13人ユールラッズは12月12日から、毎日一人ずつ民家に現れる。それぞれに特徴があり、いずれも優しいサンタクロースのイメージとは異なり悪さをしていくものばかりである。
- Stekkjarstaur（ステキャルストゥイル）

1日目（12月12日）にやってくる。農家の羊小屋に侵入し、羊のミルクを飲もうとする。足が悪い。
- Giljagaur（ギリヤゴイル）

2日目（12月13日）にやってくる。牛小屋に侵入し、バケツの中のミルクを飲む。
- Stúfur（ストゥーフル）

3日目（12月14日）にやってくる。背が小さい。フライパンにくっついている料理の残りを食べるために、フライパンを盗む。
- Þvörusleikir（スヴォルスレイキル）

4日目（12月15日）にやってくる。痩せていて細長い。お玉をなめる。
- Pottaskefill（ポッタスケフィル）

5日目（12月16日）にやってくる。ドアを叩き子供達がやってくるのを待ち、子供達がやってくると、急いで鍋のあるところまで来て、鍋の残りを食べる。
- Askasleikir（アスカスレイキル）

6日目（12月17日）にやってくる。ベッドの下に隠れ、誰かがボウルを床の上に置くのを待っている。ボウルが置かれると、それをつかんできれいになめる。
- Hurðaskellir（フルザスケリル）

7日目（12月18日）にやってくる。ドアをバタンと音を立てて閉じる悪戯をして喜ぶ。
- Skyrgámur（スキールガオムル）

8日目（12月19日）にやってくる。アイスランドのヨーグルトのような食べ物skyrが大好きで、食料庫に忍び込んではskyrをたくさん食べていく。
- Bjúgnakrækir（ビューグナクライキル）

9日目（12月20日）にやってくる。屋根の梁に登って、そこから食べ物を盗る。ソーセージを好み、チャンスがあればソーセージを盗む。
- Gluggagægir（グルッガガイギル）

10日目（12月21日）にやってくる。窓から覗き見をする。いいものがあれば後で手に入れようと考える。
- Gáttaþefur（ガオタセフル）

11日目（12月22日）にやってくる。とても大きく、敏感な鼻を持つ。クリスマス用に焼かれたリーフブレット(Laufabrauð)の匂いに気づいて、山や谷を越え風のように走ってやってくる。
- Ketkrókur（ケトロウクル）

12日目（12月23日）にやってくる。フックを使って、肉を盗む。
- Kertasníkir（ケルタスニーキル）

13日目（12月24日）にやってくる。子供たちに付いて行って、ろうそくを盗む。